# Ледерер, Юлиус
Юлиус Ледерер (нем. Julius Lederer, 28 июня 1821, Вена — 30 апреля 1870, там же) — австрийский энтомолог.
Основным занятием Ледерера в Вене была торговля.
Он был собирателем бабочек и с этой целью совершал поездки в Штирию, Каринтию, Испанию, на Балканы, в Малую Азию и Ливан. Кроме того, он также описал коллекции других энтомологов (напр, Алберт Киндермана (1810—1860) из Алжира и Сибири и Йозефа Хаберхауэра (1828—1902) с Кавказа). Он стал одним из основателей энтомологического ежемесячника.
Его коллекция перешла после его смерти Отто Штаудингеру.
Он впервые описал вид чешуекрылых Celonoptera mirificari (1862 г.) (его экземпляр был из Сицилии, но этот вид встречается также в Греции).
Труды
- Beitrag zur Schmetterlings-Fauna von Cypern, Beirut und einem Theile Klein-Asiens, Wien 1855, Biodiversity Heritage Library